# یوتی‌سی ۶:۳۰+

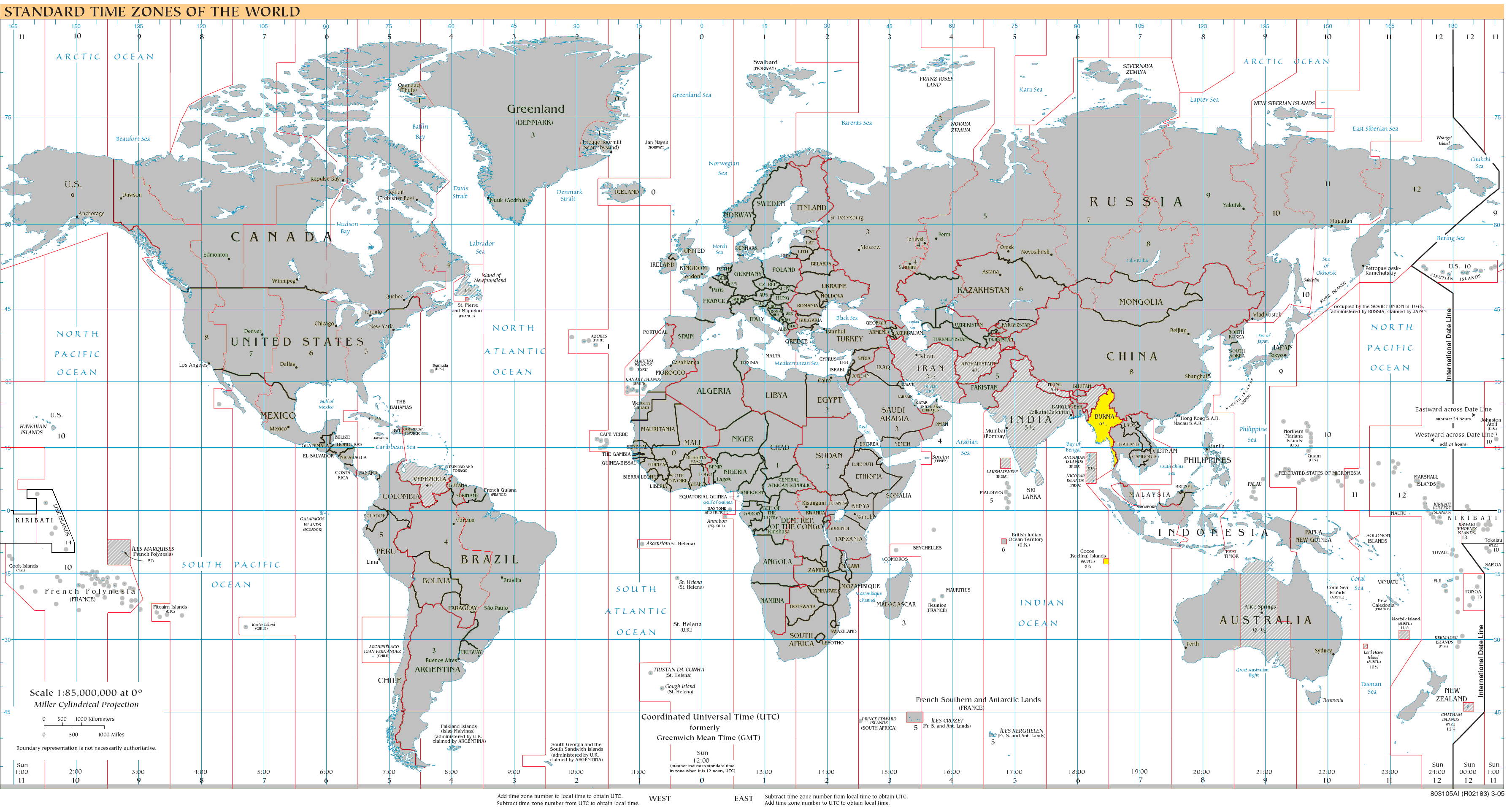
UTC+06:30: آبی (دسامبر), نارنجی (ژوئن), زرد (تمام سال), آبی روشن - محدوده دریا

هم‌اکنون زمان‌بندی گرینویچ ۶:۳۰+ (به انگلیسی: UTC+06:30) برای اندازه‌گیری زمان کاربرد دارد.

## زمان استاندارد در تمام سال
- استرالیا
  - جزایر کوکوس
- میانمار